# Putten
Putten é um município dos Países Baixos, situado na província da Guéldria. Tem 87,50 km² de área e sua população em 2020 foi estimada em 24.220 habitantes.